# معادله انتگرالی

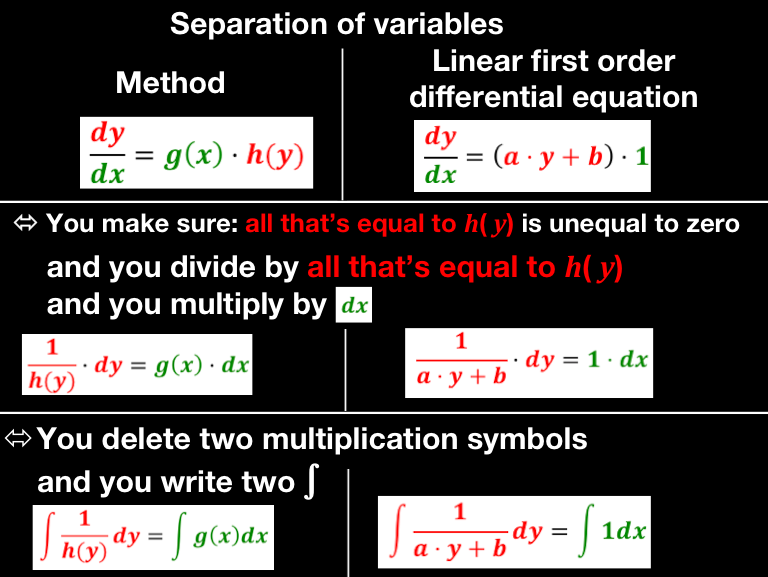
معادلات انتگرالی(این معادلات نیز بر اساس تابع هم هست)

در ریاضیات، معادلات انتگرالی آن دسته از  معادلات هستند که در آن‌ها تابع مجهول زیر نماد انتگرال قرار دارد. ارتباط نزدیکی بین معادله دیفرانسیل (عادی و جزئی) و انتگرال وجود دارد و می‌توان  برخی از معادلات دیفرانسیل عادی و جزئی را به صورت معادلات انتگرال فرمول‌بندی کرد. در وهله اول، می‌توان معادلات انتگرال را به نوع اول و نوع دوم تقسیم کرد. در معادلات انتگرال نوع اول، تابع مجهول فقط زیر علامت انتگرال قرار دارد. در معادلات انتگرال نوع دوم، تابع مجهول علاوه بر زیر علامت انتگرال، خارج از آن نیز حضور دارد.

## مرور کلی
یکی از پایه‌ای‌ترین معادلات انتگرالی، معادله انتگرال فردهلم نوع اول است:
{\displaystyle f(x)=\int _{a}^{b}K(x,t)\,\varphi (t)\,dt.}
در اینجا {\displaystyle \phi } یک تابع مجهول، {\displaystyle f} یک تابع معلوم و {\displaystyle K(x,y)} یک تابع معلوم دو متغیره است که به آن هسته گویند. توجه کنید در این نوع معادلات، حدود انتگرال‌گیری ثابت است. معادلاتی از این دست را معادله انتگرال فردهلم می‌نامیم.
اگر تابع مجهول هم خارج از انتگرال و هم داخل آن پدیدار گردد، معادله را فردهلم نوع دوم خواهند گفت:
{\displaystyle \varphi (x)=f(x)+\lambda \int _{a}^{b}K(x,t)\,\varphi (t)\,dt.}
پارامتر {\displaystyle \lambda } یک عامل مجهول است که همان نقش مقدار ویژه در جبر خطی را بازی می کند. اگر یکی از حدود انتگرال‌گیری متغیر باشد، معادله را معادله انتگرال ولترا گوییم. معادلات زیر را به ترتیب معادلات ولترا از نوع اول و دوم گوییم:
{\displaystyle f(x)=\int _{a}^{x}K(x,t)\,\varphi (t)\,dt}
{\displaystyle \varphi (x)=f(x)+\lambda \int _{a}^{x}K(x,t)\,\varphi (t)\,dt.}
در تمام معادلات فوق، اگر تابع معلوم {\displaystyle f} متحد با صفر باشد، به آن معادله انتگرال همگن گویند. اگر {\displaystyle f} مخالف صفر باشد، آن را معادله انتگرال ناهمگن خواهند گفت.